# A-2 (U-Boot)
Die A-2, auch USS A-2 bzw. vor 1911 Adder (Kennung: Submarine Torpedo Boat No. 3 bzw. ab 1920 SS-3), war ein U-Boot der A-Klasse der United States Navy, das von 1903 bis 1919 in Dienst stand.

## Geschichte
Die spätere A-2 wurde am 7. Juni 1900 bei der John P. Holland Torpedo Boat Company bestellt und am 3. Oktober 1900, als Unterauftrag, bei der Crescent Shipyard in Elizabeth im US-Bundesstaat New Jersey auf Kiel gelegt. Der Stapellauf und die Schiffstaufe auf den Namen Adder erfolgten am 22. Juli 1901 durch Mrs. Jane S. Wainwright, die Frau von Rear Admiral Richard Wainwright. Die Indienststellung erfolgte, nach Ausrüstung bei der Holland Yard in New Suffolk auf Long Island, am 12. Januar 1903 durch Ensign Frank L. Pinney.
Nach ihrer Indienststellung wurde die Adder für Versuche bei der Naval Torpedo Station in Newport verwendet, bis Boot durch den Schlepper Peoria zur Norfolk Naval Shipyard verbracht wurde, wo es am 4. Dezember 1903 ankam. Im Januar wurde die Adder dann der Reserve Torpedo Flotilla zugeteilt. 
Am 26. Juli 1909 wurde das Boot außer Diensts gestellt und mit dem Collier Ceasar auf die Philippinen verbracht. Am 4. Dezember 1909 dort angekommen, wurde die Adder wieder einsatzbereit gemacht und am 10. Februar 1910 erneut in Dienst gestellt. Das der 1st Submarine Division (Asiatic Torpedo Fleet) unterstehende Boot wurde am 17. November 1911 in A-2 umbenannt wurde.
Während des Ersten Weltkrieges führte die A-2 Patrouillen vor dem Eingang zur Bucht von Manila und rund um die Insel Corregidor durch. 
Die Außerdienststellung der, vollkommen veraltetetn, A-2 erfolgte am 12. Dezember 1919. Zum 17. Juli 1920 wechselte die Kennung von Submarine Torpedo Boat No. 3 auf SS-3 und am 16. Januar 1922 wurde das Boot von der Flottenliste gestrichen.